# Gabriel Millet
Gabriel Millet (ur. 17 kwietnia 1867 w Saint-Louis w Senegalu, zm. 8 maja 1953) – francuski historyk, bizantynolog, archeolog i historyk sztuki.

## Życiorys
Był członkiem École française d’Athènes, od 1899 wykładowca École pratique des hautes études, od 1927 profesor w Collège de France. Autor wielu prac poświęconych sztuce bizantyńskiej. Razem z Louisem Bréhierem prowadził badania na górze Athos. Redaktor serii "Archives de l’Athos".